# La Belle Limonadière (film)
Pour plus de détails, voir Fiche technique et Distribution.
La Belle Limonadière est un film muet français réalisé par Albert Capellani, sorti en 1914.

## Fiche technique
- Titre : La Belle Limonadière
- Réalisation : Albert Capellani
- Scénario :  Albert Capellani, d'après la pièce de Paul Mahalin (1884)
- Photographie :
- Montage :
- Producteur :
- Société de production : Société cinématographique des auteurs et gens de lettres (SCAGL)
- Société de distribution :  Pathé Frères
- Pays d'origine :  France
- Langue : film muet avec les intertitres en français
- Métrage : 1 605 mètres (5 bobines)
- Format : Noir et blanc — 35 mm — 1,33:1 — Muet
- Genre : Film dramatique
- Durée : 53 minutes et 30 secondes
- Numéro de catalogue Pathé : 6715
- Dates de sortie :
  -  France : 22 décembre 1914

## Distribution
- Charles Mosnier : Jacques Lebrun
- Jean Jacquinet : Hubert de Saint-Pol alias Vidocq
- Henri Bonvalet : Roland
- Guyta Réal : la belle limonadière
- Paule Andral : la belle limonadière
- Marie-Louise Derval : Hélène